# Иссель
Иссе́ль (фр. Issel) — коммуна во Франции, находится в регионе Лангедок — Руссильон. Департамент коммуны — Од. Входит в состав кантона Северный Кастельнодари. Округ коммуны — Каркасон.
Код INSEE коммуны — 11175.

## Население
Население коммуны на 2008 год составляло 458 человек.
| 1962 | 1968 | 1975 | 1982 | 1990 | 1999 | 2008 |
| ---- | ---- | ---- | ---- | ---- | ---- | ---- |
| 264  | 268  | 248  | 310  | 363  | 395  | 458  |

## Экономика
В 2007 году среди 270 человек в трудоспособном возрасте (15—64 лет) 200 были экономически активными, 70 — неактивными (показатель активности — 74,1 %, в 1999 году было 68,8 %). Из 200 активных работали 175 человек (94 мужчины и 81 женщина), безработных было 25 (10 мужчин и 15 женщин). Среди 70 неактивных 15 человек были учениками или студентами, 33 — пенсионерами, 22 были неактивными по другим причинам.